# Kazuki Kushibiki
Kazuki Kushibiki (櫛引一紀?, Kushibiki Kazuki; Noboribetsu, 12 febbraio 1993) è un calciatore giapponese, difensore del V-Varen Nagasaki.

## Carriera
Ha giocato nella prima divisione giapponese.

## Palmarès

### Club

#### Competizioni nazionali
- J2 League: 1

Consadole Sapporo: 2016